# ميخائيل هوفمان (كاتب)
ميخائيل هوفمان (بالألمانية: Michael Hofmann)‏ هو مترجم وكاتب وشاعر ألماني، ولد في 1957 في فرايبورغ في ألمانيا.